# Gran Premi de Bèlgica del 1970
Resultats del Gran Premi de Bèlgica de Fórmula 1 disputat la temporada 1970 al circuit de Spa Francorchamps el 7 de juny del 1970.

## Resultats
| Pos | No | Pilot                | Equip            | Voltes | Temps / Retirada        | Pos. de sortida | Punts |
| --- | -- | -------------------- | ---------------- | ------ | ----------------------- | --------------- | ----- |
| 1   | 1  | Pedro Rodríguez      | BRM              | 28     | 1h 38' 10. 1            | 6               | 9     |
| 2   | 10 | Chris Amon           | March - Ford     | 28     | + 1.1 s                 | 3               | 6     |
| 3   | 25 | Jean-Pierre Beltoise | Matra            | 28     | + 1' 43.7 min.          | 11              | 4     |
| 4   | 28 | Ignazio Giunti       | Ferrari          | 28     | + 2' 38.5 min.          | 8               | 3     |
| 5   | 19 | Rolf Stommelen       | Brabham - Ford   | 28     | + 3' 31.8 min.          | 7               | 2     |
| 6   | 26 | Henri Pescarolo      | Matra            | 27     | Part elèctrica          | 17              | 1     |
| 7   | 9  | Jo Siffert           | March - Ford     | 26     | Pressió del combustible | 10              |       |
| 8   | 27 | Jacky Ickx           | Ferrari          | 26     | + 2 Voltes              | 4               |       |
| NC  | 14 | Ronnie Peterson      | March - Ford     | 20     | No Classificat          | 9               |       |
| Ret | 18 | Jack Brabham         | Brabham - Ford   | 19     | Embragatge              | 5               |       |
| Ret | 23 | Graham Hill          | Lotus - Ford     | 19     | Motor                   | 16              |       |
| Ret | 11 | Jackie Stewart       | March - Ford     | 14     | Motor                   | 1               |       |
| Ret | 21 | John Miles           | Lotus - Ford     | 13     | Caixa canvi             | 13              |       |
| Ret | 20 | Jochen Rindt         | Lotus - Ford     | 10     | Motor                   | 2               |       |
| Ret | 2  | Jackie Oliver        | BRM              | 7      | Motor                   | 14              |       |
| Ret | 7  | Piers Courage        | De Tomaso - Ford | 4      | Pressió de l'oli        | 12              |       |
| Ret | 8  | Derek Bell           | Brabham - Ford   | 1      | Caixa canvi             | 15              |       |

## Altres
- Pole: Jackie Stewart 3' 28. 0

- Volta ràpida: Chris Amon 3' 27. 4 (a la volta 27)